# Krainer Primel
Die  Krainer Primel (Primula carniolica) ist eine Pflanzenart aus der Familie der Primelgewächse (Primulaceae). Sie ist in Slowenien endemisch. Der slowenische Trivialname ist „Kranjski jeglič“.

## Beschreibung

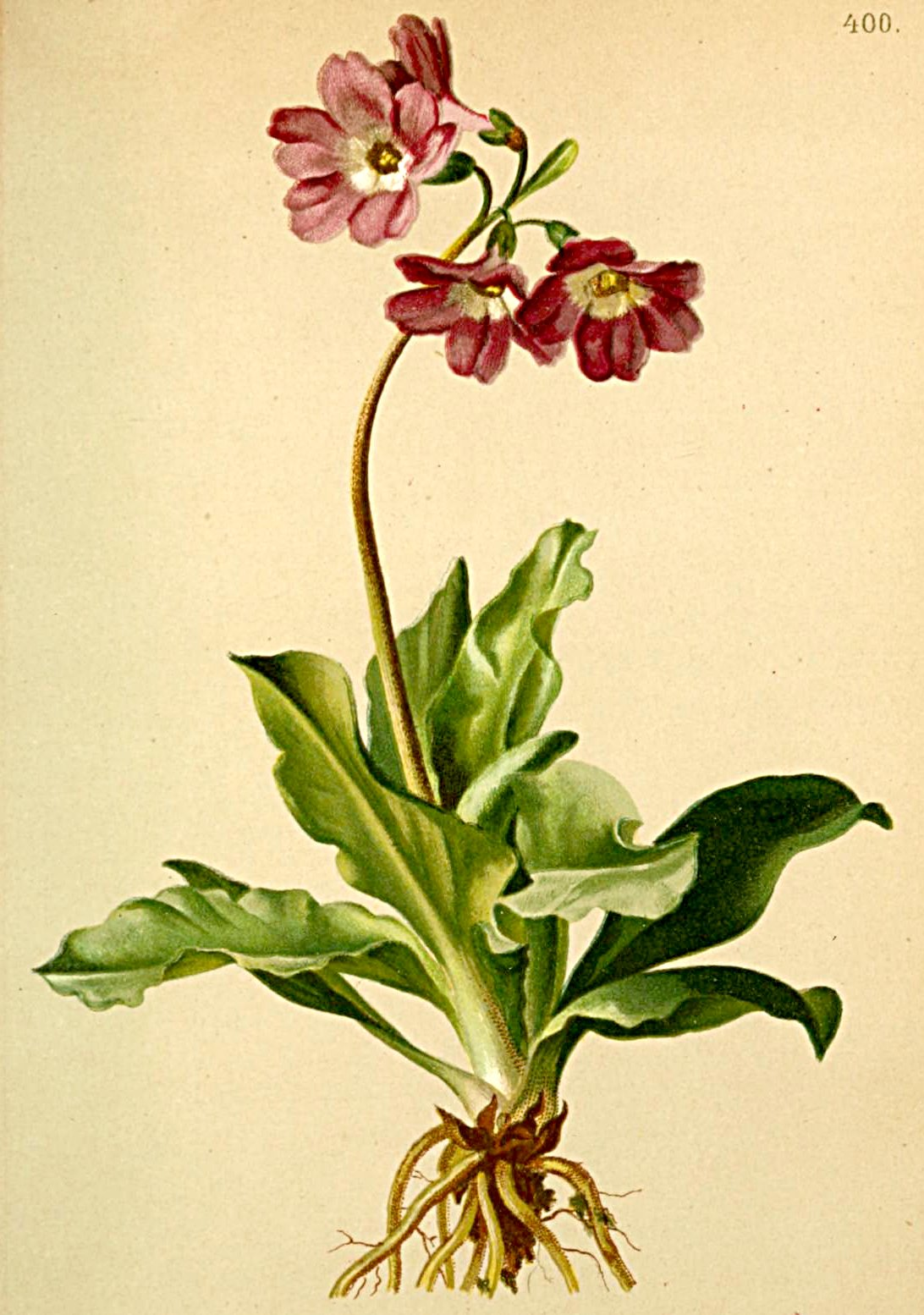
Krainer Primel, Illustration in Anton Hartinger, Atlas der Alpenflora (1882)

### Vegetative Merkmale
Die Krainer Primel wächst als ausdauernde krautige Pflanze, die Wuchshöhen von etwa 5 bis 20 Zentimeter erreicht.
Die 3 bis 12 Zentimeter langen und 1 bis 4 Zentimeter breiten Laubblätter sind in grundständigen Rosetten angeordnet, fast sitzend und nicht mehlig bestäubt.
Die einfache und fleischige, glänzend hellgrüne Blattspreite ist bei einer Länge von 3 bis 12 Zentimeter sowie einer Breite von 1 bis 4 Zentimeter verkehrt-eiförmig bis lanzettlich. Der zähe Blattrand ist beinahe ganzrandig oder gegen das obere Ende hin leicht gezähnt.

### Generative Merkmale
Die Blütezeit dauert von April bis Mai. Der unbeblätterte, 5 bis 20 Zentimeter lange Blütenstandsschaft trägt die Blütenstände, in denen 2 bis 15 Blüten zusammenstehen. Die 1 bis 7 Millimeter langen Tragblätter sind eiförmig bis schief eiförmig und mehr oder weniger trockenhäutig. Die Blütenstiele messen 2 bis 20 Millimeter.
Die zwittrigen Blüten sind radiärsymmetrisch und fünfzählig mit doppelter Blütenhülle. Fünf Kelchblätter sind zum 3,5 bis 7 Millimeter langen Kelch zusammengewachsen. Die fünf lila bis rosafarbenen Kronblätter sind am Kronschlund weiß mehlig bestäubt. Die Kronröhre ist 6 bis 10 Millimeter lang und überragt den Kelch weit. Der Kronensaum hat einen Durchmesser von 14 bis 25 Millimeter. Die Fruchtkapsel ist 3,5 bis 5 Millimeter lang und etwas länger bis doppelt so lang wie der Kelch. Die Samen sind ziemlich glatt und stumpfkantig.

### Chromosomenzahl
Die Chromosomenzahl beträgt 2n = 62.

## Vorkommen und Gefährdung
Die Krainer Primel ist in Slowenien in einem 70 Kilometer langen und 25 Kilometer breiten Gürtel südlich und westlich von Ljubljana endemisch. Sie kommt in feuchten und schattigen Standorten wie in Schluchten oder Klammen in Felsspalten vor, ist aber auch auf Wiesen anzutreffen. Die größten Bestände findet man in der Umgebung von Idrija, in den Wäldern bei Trnovo,  in den Schluchten von Pekel nahe Borovnica und in Iška bei Vintgar.
Der Gefährdung der Krainer Primel wird durch die Führung in der Roten Liste gefährdeter Arten Sloweniens Rechnung getragen; sie wird jedoch derzeit nicht als gefährdet betrachtet.
Auf europäischer Ebene wird diese Primel von der Europäischen Union in der FFH-Richtlinie, Anhang II geführt und somit zu den Tier- und Pflanzenarten von gemeinschaftlichem Interesse gezählt, für deren Erhaltung besondere Schutzgebiete ausgewiesen werden müssen.
Die Krainer Primel wird auf Grund der beschränkten Verbreitung von der IUCN in der Roten Liste gefährdeter Arten geführt. Sie wird allerdings als „Least Concern – nicht gefährdet“ gelistet.

## Systematik
Primula carniolica wurde 1778 von Nikolaus Joseph von Jacquin in Florae Austriaceae, Band 5, Seite 28, erstbeschrieben.